# Brander

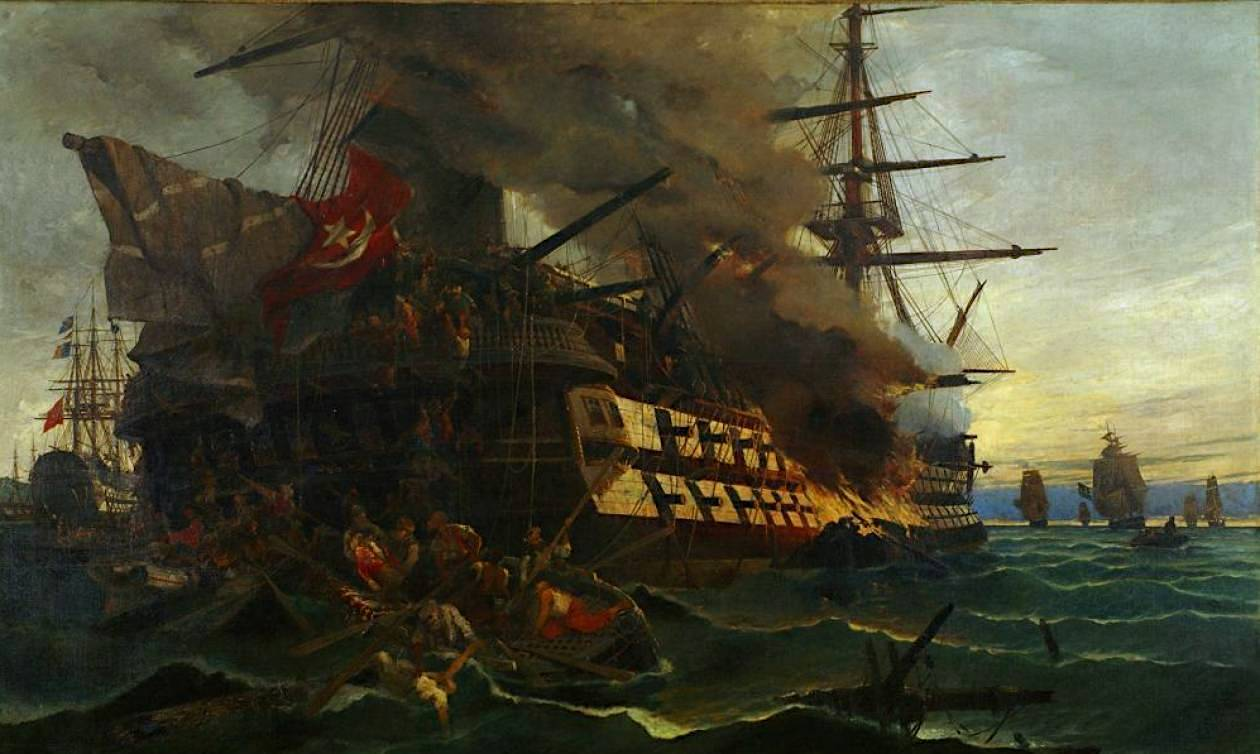
Attacke auf ein türkisches Flaggschiff durch einen griechischen Brander im Jahr 1821

Ein Brander bzw. Brandschiff ist die Bezeichnung für einen Militärschiffstyp, der mindestens von der Antike an bis zur frühen Neuzeit als Mittel in der Seekriegsführung verwendet wurde. Es handelt sich bei diesem Schiffstyp um ein altes, mit brennbaren Materialien oder Explosivstoffen beladenes Kriegsschiff, das auf feindliche Schiffe getrieben oder gesegelt und dann angezündet wurde, um diese ebenfalls in Brand zu setzen. Am weitesten verbreitet war diese Anwendung zur Zeit der Segelschiffe.

## Geschichte

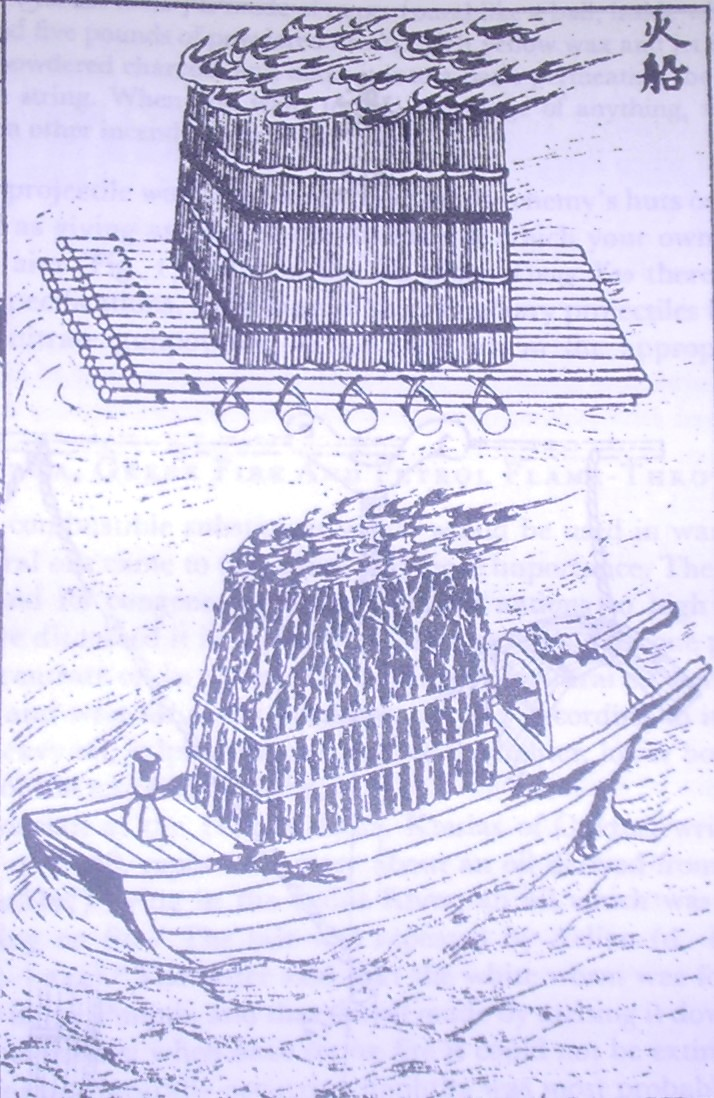
Chinesische Brander in einem Militärmanuskript von 1044

Erste Einsätze von Brandschiffen sind in der Antike im Rahmen der athenischen Sizilienexpedition (415–413 v. Chr.) und in der Belagerung von Tyros (332 v. Chr.) bekannt geworden.
In chinesischen Aufzeichnungen ist im Rahmen der Schlacht am Roten Felsen (208 n. Chr.) das Brandschiff als entscheidendes Einsatzmittel angeführt. Aus weiteren Aufzeichnungen aus dem 11. Jahrhundert zur Zeit der Song-Dynastie sind Bilder von Brandern überliefert, sodass der Einsatz auch außerhalb Europas und die Verwendung sowohl zu Beginn der christlichen Zeitrechnung wie auch im Mittelalter belegt ist.
Wichtiges Kampfmittel im Seekrieg stellten Brander aber hauptsächlich vom 13. bis zum 17. Jahrhundert dar.
Ein letztmaliger Einsatz im Rahmen einer größeren Schlacht fand offenbar im griechischen Freiheitskampf 1821–1829 statt; die Initiative für den Einsatz von Brandern ging von Iakovos Tombazis, dem ersten Admiral der unabhängigen griechischen Flotte, aus.
Mit der zunehmenden Verbreitung von Dampfantrieben bei Schiffen Anfang bis Mitte des 19. Jahrhunderts und später dem Bau von Kriegsschiffen aus Eisen sowie der Weiterentwicklung von Schiffsgeschützen wurden Brandschiffe zumindest in Europa überflüssig.

## Aufbau und Funktionsweise eines Branders
Meist wurden kleinere, veraltete und deshalb entbehrliche Schiffe (z. B. ausgediente Schaluppen, Pinassen) für den Brandereinsatz umgebaut. Auf vielen Gemälden aus damaliger Zeit sind aber auch größere Schiffe abgebildet, die einen Brandereinsatz zeigen, so dass auch der Einsatz von 20-Kanonenschiffen und ähnlich großen Schiffen belegt ist.
Es wurde dabei an Bord des jeweiligen Schiffes ein sogenannter Feuerraum eingerichtet, der meistens unter Deck zwischen Bug und Großmast durch ein Schott oder einen Verschlag von den anderen Räumlichkeiten abgeschlossen war. Der Feuerraum war gefüllt mit Bündeln aus Riedgras, Haufen aus Hanf, Spänen, Werg und Buschzweigen, die wiederum allesamt mit brennbaren Flüssigkeiten übergossen waren.
Auf einem Gerüst oder auf Stellingen wurden in mehreren parallelen Reihen in gesamter Länge und Breite dieses Feuerraums hölzerne, von innen geharzte Röhren oder Rinnen verlegt, die miteinander verbunden waren und in denen dann das für die Zündung des Hauptbrennmaterials erforderliche Lauffeuer entlang lief.

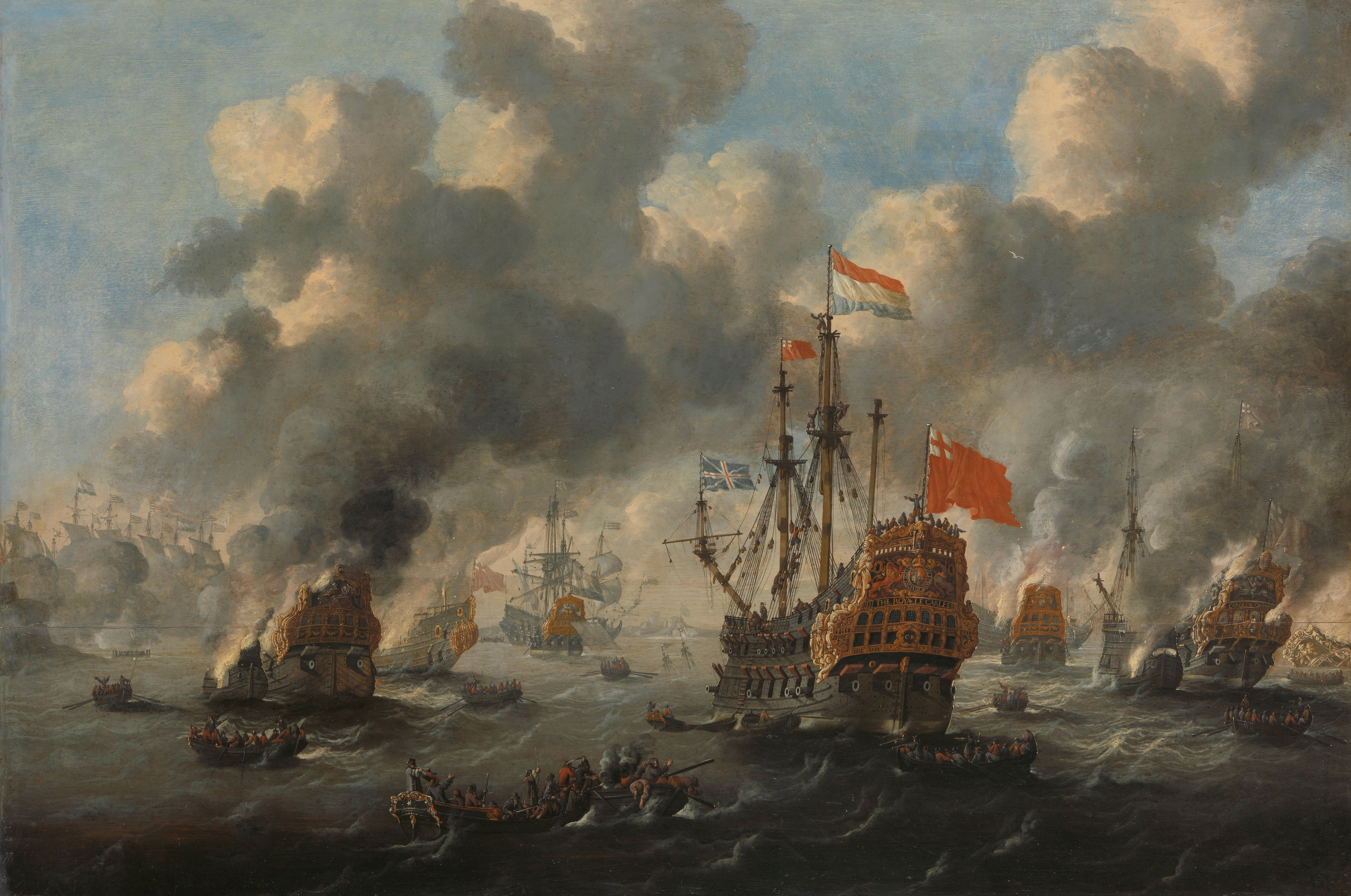
1667: Eine niederländische Flotte verbrennt Teile der englischen Flotte vor Chatham mit Brandern

1672: Ein niederländischer Brander attackiert die englische Royal James

An jeder Seite des Branders befanden sich meistens fünf bis sechs durch Klappen verschlossene Luken, die sich im Gegensatz zu Stückpforten durch ein an der Unterseite angebrachtes Scharnier von oben nach unten hin öffnen ließen. Vor jede dieser verschlossenen Luken wurde eine zehn Zoll lange eiserne, hinten geschlossene Röhre mit fünf Zoll Durchmesser installiert, die auch als Kammergeschütz bezeichnet werden kann. Diese Kammergeschütze wurden ausschließlich mit Pulver geladen und vor die Treibladung ein Holzpfropf in das Rohr eingeschlagen. Im Einsatz wurden die Kammergeschütze später durch das entfachte Lauffeuer über eine Lunte im Zündloch abgefeuert, so dass die zuvor geschlossenen Luken durch die Schüsse aufgesprengt wurden und der im Feuerraum sich ausbreitenden Feuersbrunst durch die einflutende zusätzliche Frischluft mehr Aktivität verschafft werden konnte.
Unterhalb der Groß- und Fockmastwanten waren im Feuerraum senkrechte Röhren angebracht, unter denen eine Feuertonne stand. Diese Röhren waren, um eine unbeabsichtigte oder durch den Feind angestrebte Entzündung zu verhindern, mit Holzpfropfen und einer darüber liegenden geteerten Persenning an Deck abgedeckt. Unmittelbar vor der Entzündung wurde beides entfernt, so dass sich das im Feuerraum entfachte Feuer über die senkrechten Röhren schnell an den Wanten und an der übrigen Takelage des Brandschiffes ausbreiten konnte.
Die Feuertonnen wie auch die zuvor angeführten Brennmaterialien wie Büsche, Späne, Riedgras u. Ä. waren mit einer in Weingeist getunkten und mit feinem Schießpulver bestreuten Baumwolllunte versehen und konnten so zeitverzögert (an)gezündet werden.
In das Oberdeck eingelassen befanden sich zudem noch zwei weitere kleine Luken, über die sich das entfachte Feuer dann ebenfalls an Deck gut ausbreiten konnte, zumal die Oberdecksplanken extra hierfür geharzt waren.
An die Seiten des Branders wurden mit Schwefel und Schießpulver versetzte Leinwandstücke, sog. Feuerhemden, gehängt, die sich mit einem Pistolenschuss entzünden ließen.
Da ein Brander nicht von einer einzigen Person gesteuert und entzündet werden konnte, gab es an Bord auch Mannschafts-, Offiziers- und Kapitänskajüten, die sich in genau dieser Reihenfolge hinter dem abgeschotteten Feuerraum befanden und in denen die Schiffsbesatzung entsprechend ihrem Rang untergebracht war. Überliefert sind Besatzungsstärken von 10 bis 12 Matrosen, die wegen des hohen Eigengefährdungsgrades doppelten Sold erhielten.

## Einsatz im Gefecht

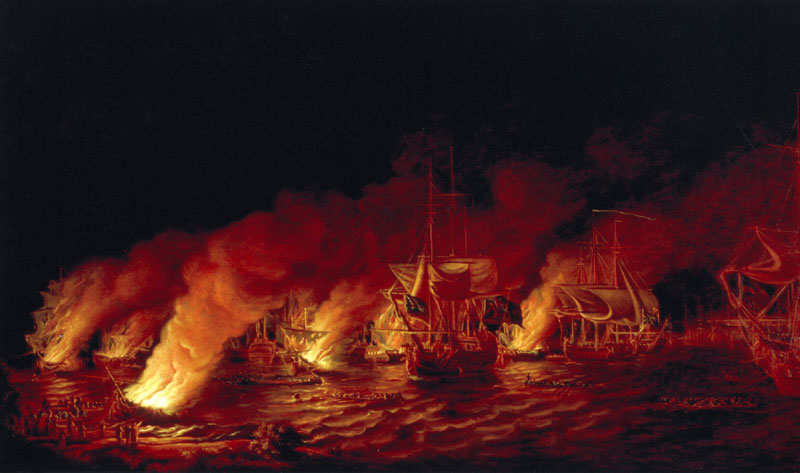
1759: Angriff von französischen Brandern auf eine ankernde britische Flotte vor Québec

In der Schlacht begab sich der Brander hinter die Linie(n) der eigenen Kriegsschiffe. Dadurch konnte meistens verhindert werden, dass er durch feindlichen Beschuss schon vor seinem Einsatz entzündet wurde. Das Schiff wurde an den Nocken mit Enterdreggen versehen und segelte während der begonnenen Schlacht in Richtung Feind. Auf dem Weg dorthin wurden die Schutzabdeckungen der senkrechten Röhren und der Feuertonnen entfernt und diese somit einsatzbereit gemacht.
Der Brander segelte dann durch die eigenen Linien hindurch auf ein bestimmtes Schiff zu und verhakte im Idealfall die Enterdraggen am feindlichen Schiff, während die eigene Schiffsbesatzung mittels Enterhaken ebenfalls versuchte, am feindlichen Schiff festzumachen. Ideale Position für einen Brandangriff war dabei eine Bug-zu-Bug-Position, da der Gegner nicht auf das brennende Brandschiff gelangen konnte und zudem Gegenmaßnahmen kaum möglich waren. War der Brander dicht genug an den Feind herangekommen oder gelang sogar ein Festmachen, entzündete der Kapitän die beiden vom Feuerraum nach außen gehenden Röhren mit dem Lauffeuer, begab sich mit dem Rest der Mannschaft über eine nahe der Röhre angebrachte Luke in ein mitgeführtes Beiboot und ruderte eilig davon.
Die Flammen des brennenden und an die Außenwand des zu zerstörenden Schiffes gehakten Branders griffen sodann auf das feindliche Schiff über und sorgten im Idealfall dafür, dass es durch den hier ausbrechenden Brand kampf- oder manövrierunfähig wurde. Nicht selten endete die Aktion auch mit dem Totalverlust des feindlichen Schiffes, wenn der Brand nicht rechtzeitig gelöscht werden konnte und dieser die Pulverkammern erreichte.

## Verteidigung gegen einen Brander

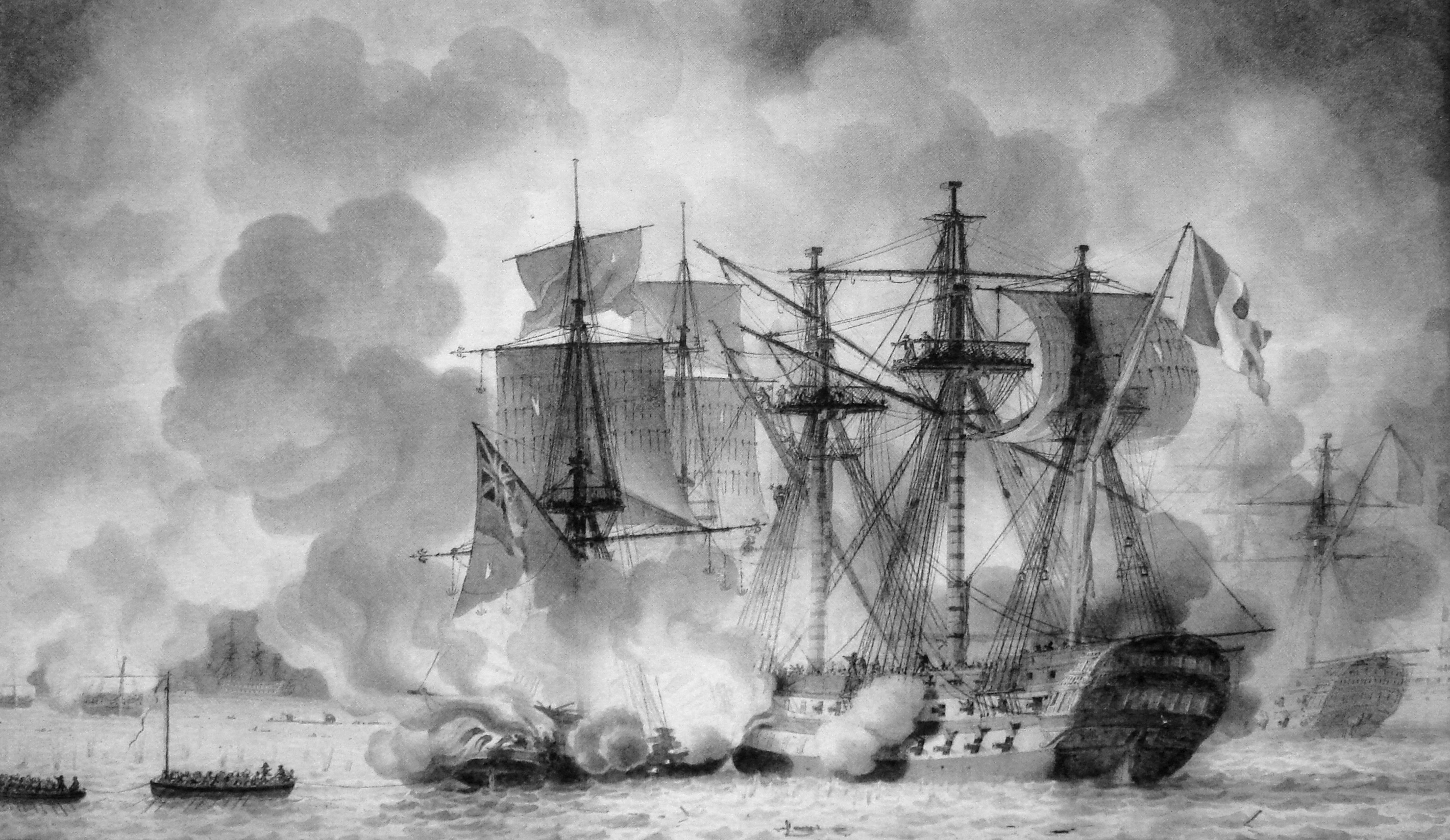
1809: Die französische Regulus unter Attacke von mehreren britischen Brandern

Um sich gegen ein Brandschiff zur Wehr zu setzen – wenn also Ausweichmanöver mit dem eigenen Schiff oder Versenkungsversuche des Branders nicht erfolgreich oder nicht möglich waren – kamen Brandhaken zum Einsatz. Brandhaken waren starke Bäume oder Spieren, die durch die Stückpforten ausgebracht wurden, um den Brander am Festhaken am eigenen Schiffsrumpf zu hindern.
Am zweckmäßigsten war es jedoch, bewaffnete Beiboote in Richtung des Brandschiffes auszusenden und dieses oder das Fluchtboot zu kapern.

## Strategische Bedeutung von Brandern in der Schlacht
Besonders erfolgreich wurden Brander gegen ankernde Flotten eingesetzt, da diese sich nicht schnell genug in Sicherheit bringen konnten. Segelnde Flotten mussten aus gleichen Gründen mitunter halsbrecherische Ausweichmanöver fahren. Dadurch konnte sich die Ordnung einer angegriffenen Flotte auflösen, was nicht selten zur Niederlage führte. Ein bekanntes Beispiel hierfür ist das Schicksal der Spanischen Armada im Jahr 1588, die gegen eine mit gerade einmal acht Brandschiffen bestückte englische Flotte eine Niederlage hinnehmen musste. Ein weiteres nennenswertes Beispiel, wo Brander durch das Auslösen von Panik und Durcheinander eine Schlacht entschieden, war die Seeschlacht bei den Downs im Oktober 1639. Hierbei gelang es der niederländischen Flotte unter Admiral Maarten Tromp, der bei den Downs vor Anker liegenden spanischen Flotte durch den Einsatz von elf Brandern eine schwere Niederlage zuzufügen. Zwar konnte der überwiegende Teil der spanischen Schiffe im letzten Moment die Ankertaue kappen (um Bewegungsfreiheit zu erlangen), jedoch geriet das spanische Geschwader völlig in Unordnung und viele Schiffe liefen im Durcheinander des in den Morgenstunden durchgeführten Branderangriffs auf Grund und gingen verloren.
Die Wirkung von Brandschiffen konnte verheerender als Geschützfeuer sein, da die Takelage (aus Hanf oder Flachs), Segel und die Rümpfe der hölzernen Segler durchwegs brennbar und oft knochentrocken und zudem mit Teer gegen Feuchtigkeit abgedichtet waren. Völlig unversehrte Schiffe konnten somit in wenigen Minuten fast vollständig in Flammen stehen und mussten aufgegeben werden.

## Sonderformen
Neben den zuvor beschriebenen Brandern gab es auch Sonderformen von Brandschiffen.

### Höllenbrander und Höllenmaschine
Es handelt sich um mit einer erheblichen Anzahl an Schwarzpulverfässern bestückte Brandschiffe, die mit einem Zündverzögerungsmechanismus zur Explosion gebracht wurden. Die herausgeschleuderten beigelegten Steine und Schrottteile verursachten schwerste Verletzung an getroffenen Personen.
In diesen als Höllenmaschine oder Höllenbrander bezeichneten Brandschiffen sehen einige Historiker eine der ersten Massenvernichtungswaffen.

#### Niederländische Höllenbrander (Antwerpener Feuer)

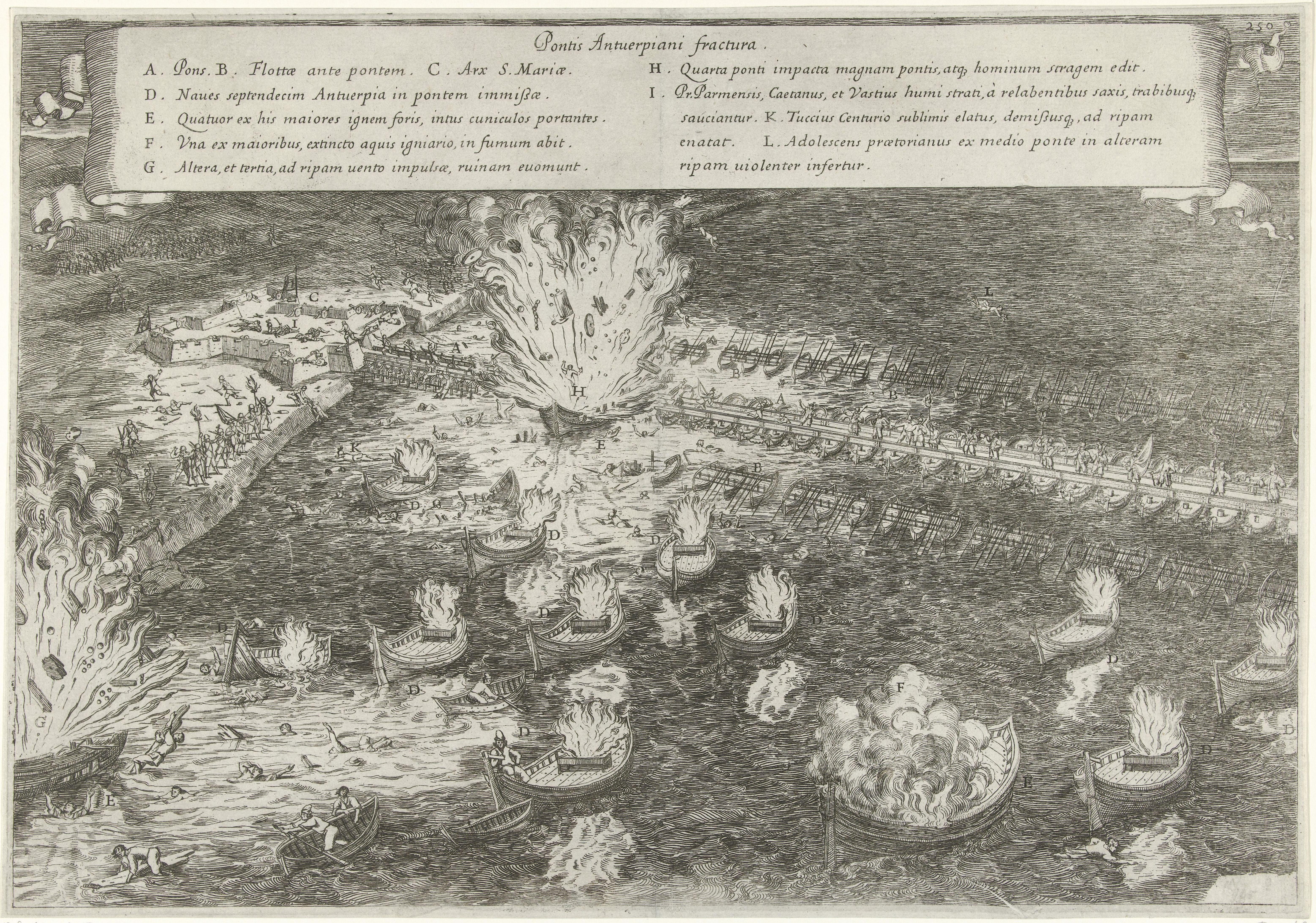
Der Höllenbrander Hoffnung explodiert während der Belagerung von Antwerpen im Jahre 1585 an der Schiffblockadebrücke

Niederländische Höllenbrander (niederländisch: hellebrander), auch als Antwerpener Feuer bezeichnet, wurden erstmals in den Chroniken zur Belagerung von Antwerpen von 1584/1585 angeführt. Am 5. April 1585 wurden sie auf der niederländischen Schelde vor Antwerpen gegen spanische Truppen eingesetzt. Konstruiert vom italienischen Kriegsbaumeister Federigo Giambelli, wurden sie hier gegen eine mit Garnisonen verstärkte Schiffblockadebrücke eingesetzt.
Zwar gelang es nicht, die Brücke zu zerstören und die Befahrbarkeit des Flusses wiederherzustellen, einer der unbemannten Höllenbrander lief jedoch an einem Brückenteil nahe der dort befindlichen Garnison auf und explodierte hier. Durch die Explosion und deren Folgeschäden kamen offenbar auf einen Schlag annähernd 1000 Soldaten ums Leben. Die Explosion muss dabei so erheblich gewesen sein, dass es selbst für überlebende kriegserfahrene Augenzeugen ein sehr einprägsames Erlebnis war. Diese enorme Wirkung der Höllenbrander ist durchaus wahrscheinlich, wenn berücksichtigt wird, dass angeblich der Brander Glück alleine mit etwa 18.000 niederländischen Pfund (umgerechnet rund 18 Tonnen) Schwarzpulver beladen gewesen war.

#### Englische Höllenmaschinen
Eine englische Höllenmaschine (Englisch: infernal machine oder auch hellburner) war ein gepanzertes Brandschiff, das auf niederländischen Konstruktionsmustern von Höllenbrandern basierend von den Engländern weiterentwickelt wurde und am 27. November 1693 in St. Malo erstmals Verwendung fand. Ziel war es, die befestigte Stadt St. Malo mit einem solchen Schiff zu zerstören, was aber nicht gelang, weil die unbemannte Höllenmaschine vor dem Erreichen der Befestigungsmauern auf Grund lief. Eine weitere Nutzung von englischen Höllenmaschinen ist im Rahmen eines Angriffs auf eine Pier in der französischen Hafenstadt Dieppe im Jahr 1693 im Rahmen des Neunjährigen Krieges bekannt geworden.

#### Aufbau und Funktionsweise
Englische Höllenmaschinen wie auch niederländische Höllenbrander waren Schiffe, die mit den für Brandschiffe üblichen Brennstoffen beladen waren. Darüber hinaus waren diese im Feuerraum aber auch mit einer erheblichen Anzahl an Schwarzpulverfässern bestückt und stellten somit schwimmende Bomben dar, die über einen kombinierten Uhrwerk- und Steinschlossmechanismus oder einen anderen Zündverzögerungsmechanismus zur Explosion gebracht wurden.
Neben den zuvor geschilderten Brenn- und Explosionsmaterialen befanden sich noch Altmetallschrottteile (z. B. Pflugscharen), Grabsteine und Marmorkugeln an Bord, die durch die Explosion der Schwarzpulverfässer eine kartätschenähnliche Funktion hatten und somit schwerste bis hin zu tödlichen Verletzungen zur Folge haben konnten, wenn sie durch die Druckwelle direkt auf Personen im Umfeld der Explosion beschleunigt wurden oder einfach nur niederregneten. Auch Gebäude- und Befestigungsanlagen konnten erheblich geschädigt werden. Das Oberdeck der Schiffe war dabei oftmals noch mit Granitplatten bedeckt, so dass einerseits eine Schutzfunktion gegen feindlichen Beschuss gegeben war und im Rahmen der angestrebten Explosion dann Granitsplitter oder einschlagende ganze Granitplatten entsprechend schädigende Wirkungen auf den Feind hatten.
Neben den verheerenden Explosionsfolgen sorgten schließlich noch die ursprünglich auf den Schiffen geladenen Brennmaterialien dafür, dass an vielen Stellen in der Peripherie des Explosionherdes noch zusätzlich Feuer ausbrach.

### Raketenschiffe

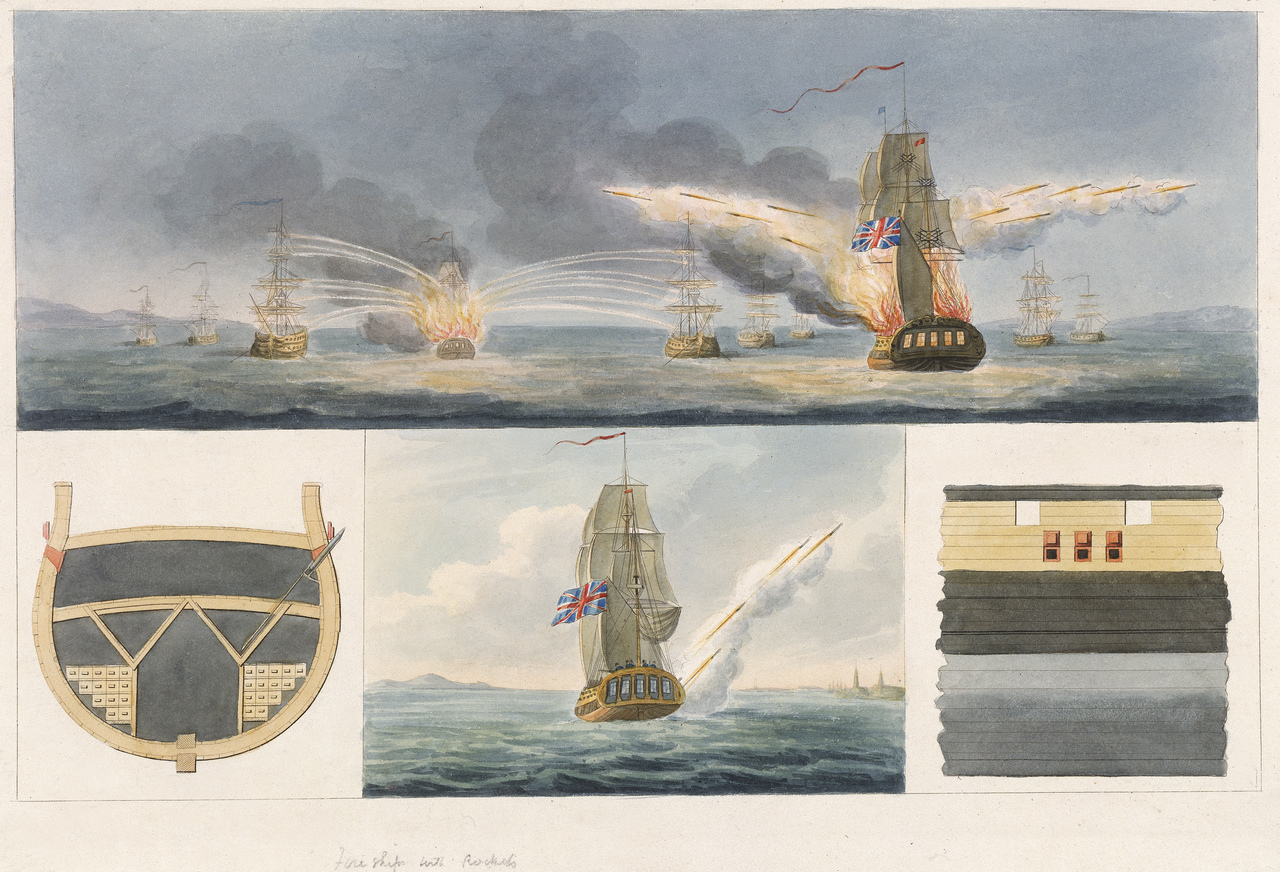
Brandschiffe beim Abfeuern von Congreve’schen Raketen

Zudem gab es weitere Formen von Schiffen, die extra dazu konstruiert wurden, beim Gegner einen erheblichen Feuerschaden hervorzurufen, dabei aber nicht selber entzündet werden mussten, um dieses Ziel zu verfolgen. Diese sogenannten Raketenschiffe konnten sogar auf eine gewisse Distanz angreifen. Diese Schiffe waren mit Brandraketen als Bewaffnung ausgestattet und konnten Land- und Wasserziele angreifen. Zwar waren diese Raketen verhältnismäßig unzuverlässig und zudem auch recht ungenau, konnten aber beim Gegner zu erheblichen Bränden führen. Zudem erzielte diese Waffe in Kombination mit Bombardenfeuer eine nicht zu unterschätzende demoralisierende Wirkung.
Im Gegensatz zu zuvor genannten Brandschiffen war die Schiffsbesatzung eines Raketenschiffes erheblich größer, da neben den für die Bewegung des Schiffes erforderlichen Seeleute die vielen Raketenabschussvorrichtungen bedient werden mussten.